# Komet LONEOS 4
Komet LONEOS 4 ali 201P/LONEOS je periodični komet z obhodno dobo okoli 6,5 let.
.
 Komet pripada Jupitrovi družini kometov. 

## Odkritje
Komet so najprej odkrili  10. september 2001 v projektu LONEOS. Ponovno ga je odkril 31. avgusta 2008 avstrijski ljubiteljski astronom Michael Jäger v Stixendorfu v Avstriji .